# Eccidio di Ronchidoso
L'eccidio di Ronchidoso (o Runchidåuṡ in dialetto bolognese), noto anche come eccidio di Gaggio Montano fu compiuto da truppe tedesche, probabilmente appartenenti alla 16ª divisione di granatieri corazzati delle SS, presso Ronchidoso, frazione del comune di Gaggio Montano, in provincia di Bologna.

## L'eccidio
La mattina del 28 settembre 1944 una colonna tedesca subì gravi perdite a seguito di un attacco dei partigiani di Giustizia e Libertà presso Ronchidoso. Le SS procedettero quindi al rastrellamento di sessanta fra civili e partigiani, due dei quali furono subito uccisi. Gli altri furono uccisi la mattina successiva in località Cason dell'Alta mentre altre uccisioni avvennero a Lama e Ca' d'Ercole e altre ancora il 4 ottobre a Cargè. I cadaveri furono dati alle fiamme e sepolti in una fossa comune.

## La commemorazione
Dopo la liberazione di Gaggio gli abitanti recuperarono i resti delle vittime che sono oggi commemorate con una lapide al parco delle rimembranze di Gaggio. I responsabili dell'eccidio non furono mai processati per questo crimine.

## Vittime
Le vittime identificate furono:
- Mia Gina Antonelli
- Vincenzo Armelunghi
- Fernanda Bartoloni
- Angiolina Bettucchi
- Abbondanzia Borruto
- Luigi Brasa
- Primo Cioni
- Rita Farneti
- Silvana Farneti
- Maria Rosa Guccini
- Augusto Iattoni
- Renzo Iattoni
- Letizia Lancellotti
- Giuseppe Lodi detto Pino
- Pietro Lodi
- Vincenzo Lodi
- Emilia Lorenzelli
- Aurora Lucchi
- Alfredo Malossi
- Viterbo Manni
- Vito Mattarozzi
- Clarice Morsiani
- Ottorino Padulosi
- Adele Palmonari
- Alberto Palmonari
- Anna Palmonari
- Clementina Palmonari
- Federico Palmonari
- Gina Palmonari
- Giovannina Palmonari
- Iris Palmonari
- Luigi Palmonari
- Maria Luisa Palmonari
- Michele Palmonari
- Santina Palmonari
- Sergio Palmonari
- Gaetana Passini
- Amedea Poli
- Mauro Preci
- Bruno Tanari
- Angela Torri
- Ettore Velli
- Ines Velli
- Sergio Velli
- Sigiberto Velli
- Sigifredo Velli
- Angelo Vitali
- Antonino Vitali
- Adelfo Zaccanti
- Attilio Zaccanti
- Dora Zaccanti
- Gina Zaccanti
- Giovanni Zaccanti
- Maria Zaccanti